# 1968 في تونس
فيما يلي قوائم الأحداث التي وقعت خلال عام 1968 في تونس.

## أفلام
من الأفلام التي صدرت هذه السنة في تونس:
- 1 يناير – المتمرد من إخراج عمار الخليفي.

## مواليد

### يناير
- 1 يناير – جميلة دبش سياسية تونسية.

### فبراير
- 4 فبراير – سامي الطرابلسي لاعب كرة قدم تونسي.

### مارس
- 24 مارس – فريدة العبيدي سياسية من تونس.

### أبريل
- 1 أبريل – محمد دريدي
- 12 أبريل – سفيان بوحديبة

### مايو
- 12 مايو – أمينة فاخت مغنية تونسية.
- 18 مايو – سمير بن عمر سياسي ومحامي من تونس.

### يونيو
- 3 يونيو – فريد الباجي

### يوليو
- 2 يوليو – حسين الجزيري سياسي من تونس.

### أكتوبر
- 27 أكتوبر – رضوان شربيب

### نوفمبر
- 28 نوفمبر – لطفي بن سوي لاغا

## وفيات

### أبريل
- 2 أبريل – موزس ليفي (مواليد 1885)

### نوفمبر
- 9 نوفمبر – حسن حسني عبد الوهاب (مواليد 1884) سياسي و مؤرخ تونسي.